# Caners
Caners és un paratge del terme municipal de Conca de Dalt, a l'antic terme de Toralla i Serradell, al Pallars Jussà, en territori del poble de Rivert.
Està situat al sud-est de Rivert, a l'esquerra del barranc de Rivert, al sud-est dels Oms, a llevant dels Planells, a ponent i migdia de la Carretera de Rivert.